# نهر كام
نهر كام نهر في شرق إنجلترا يمتد لأكثر من 64 كم من كامبردج ويحاذي فيها كلية كامبردج الشهيرة حتى يلتقي مع نهر أوسي وهو أحد روافده كما أنه صالح للملاحة وإن كان يعترض مجرى النهر عدد من السدود والأهاوس، ينبع النهر من نقطة يبلغ ارتفاعها 168 متر ويصب في بحر الشمال بعد أن يندمج مع نهر أوسي شمال شرق المدينة لكن قبل نقطة الالتقاء يمر من ارتفاع 5 أمتار على هويس السيد المسيح يتبعه هويس مخدع الطعوم ومن ثم هويس بطشام الذي يرتفع عن البحر مترين ونصف فقط وبعدها يصب مع النهر.
يغذي النهر رافدين هما جدول الري وجدول غرنطه.

## معرض الصور

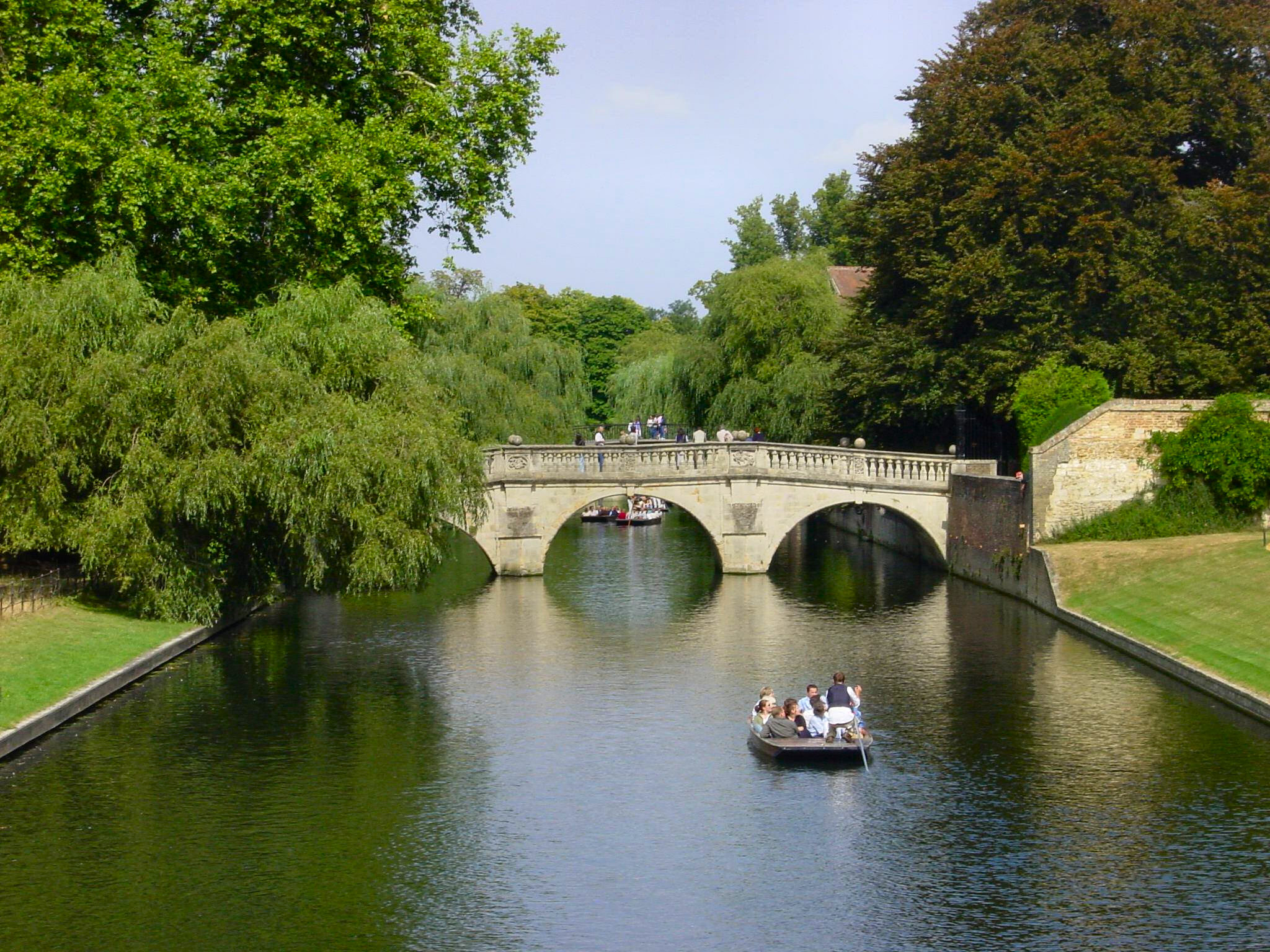
، منظر للنهر
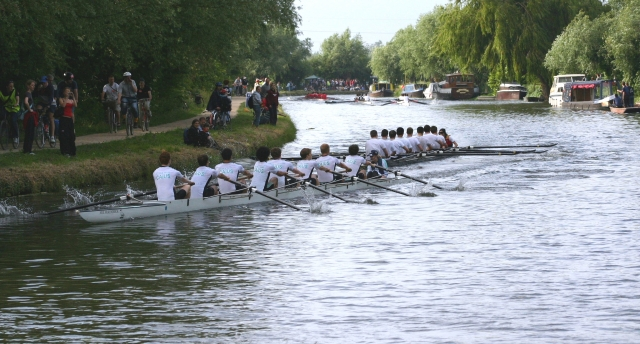
، مجدفون في نهر كام
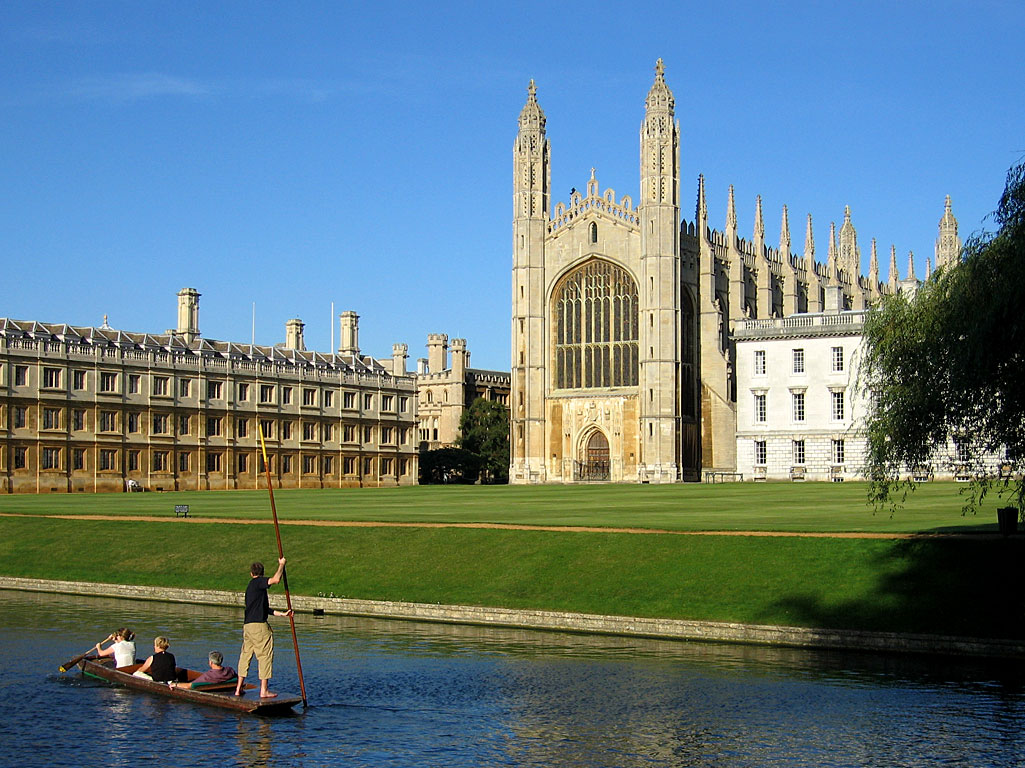
، قصر كوليج على نهر كام
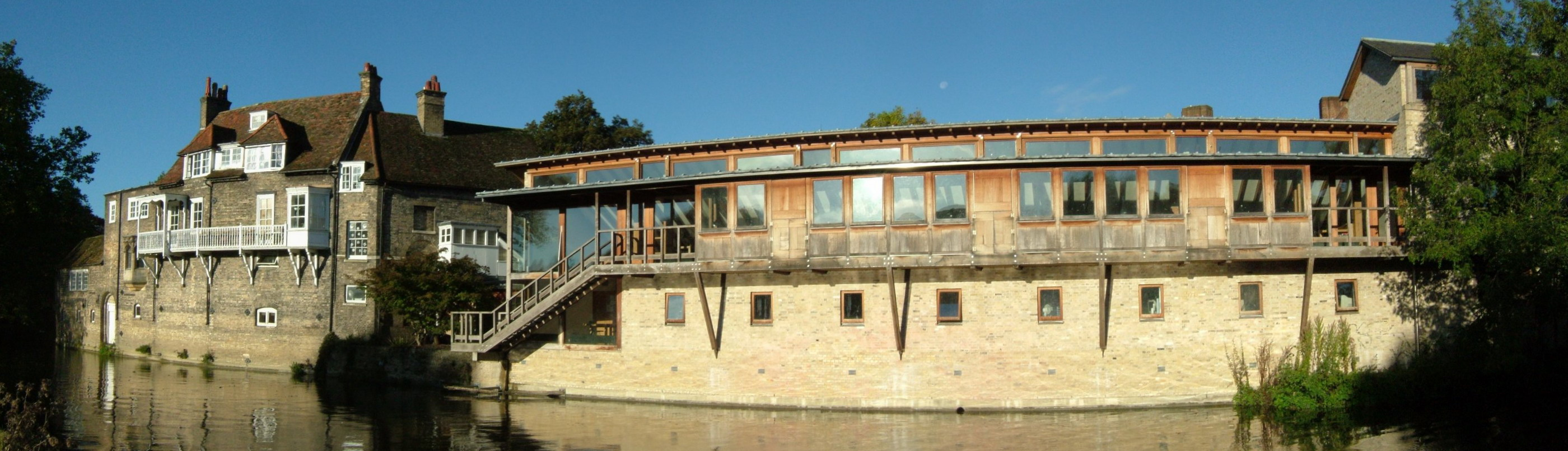
، صورة على النهر
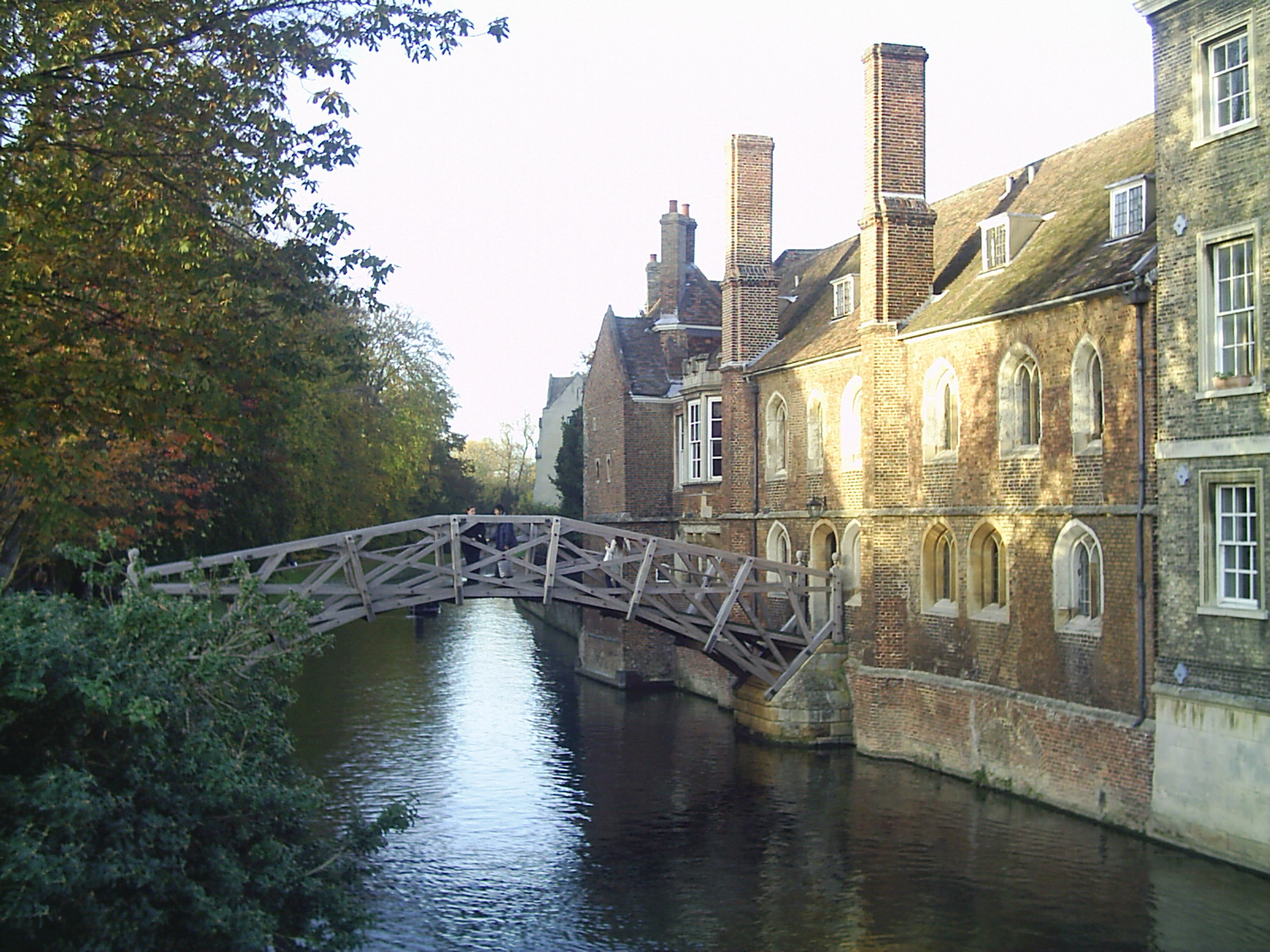
، بيوت على النهر
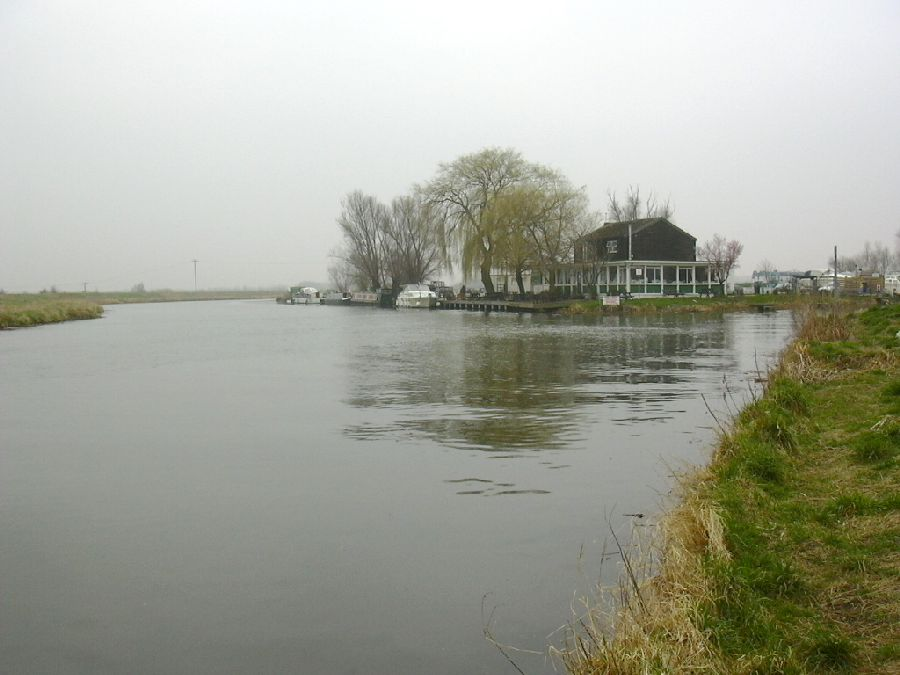
، التقلء النهر في ركن البابا
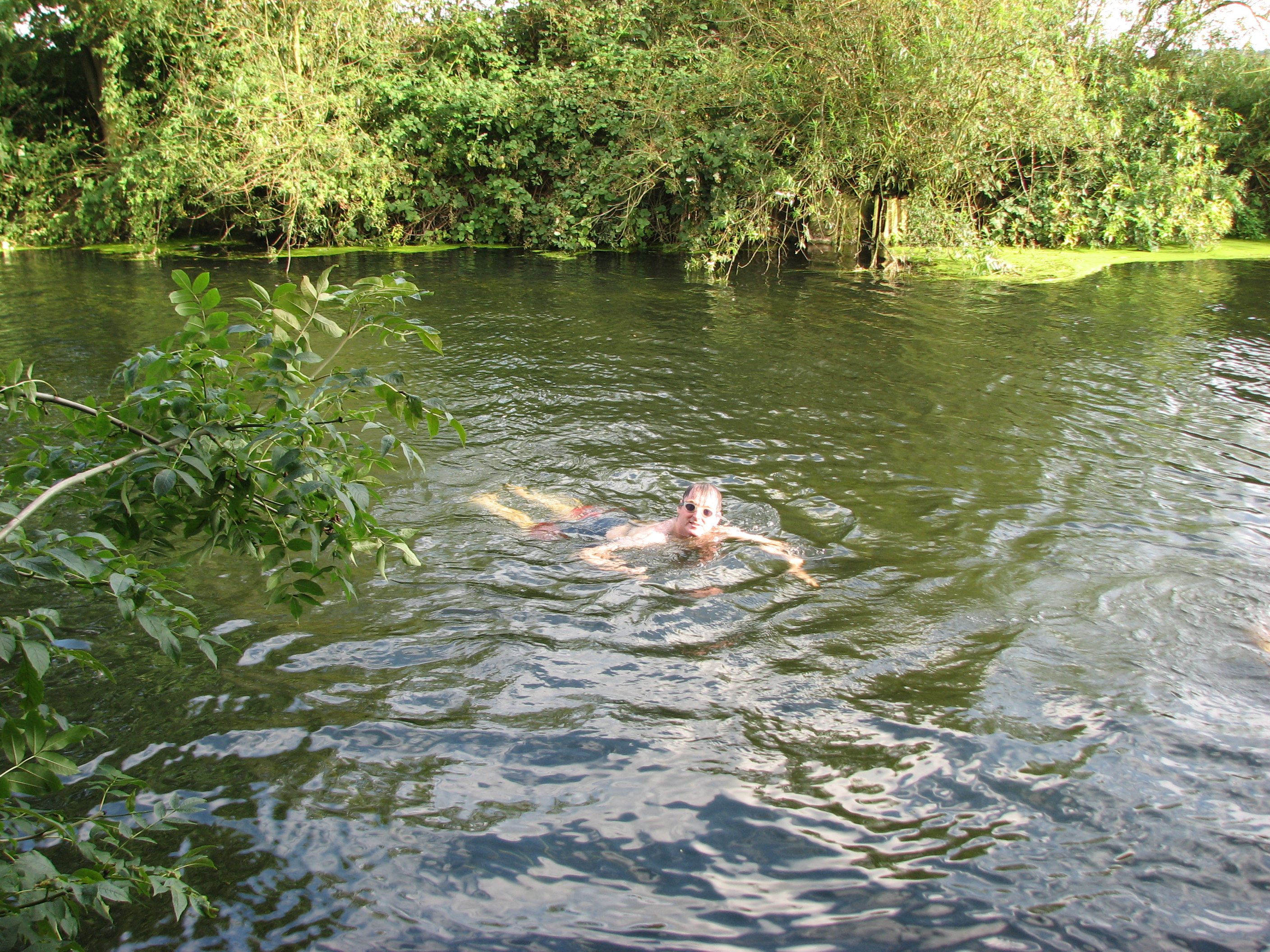
، سباح في النهر
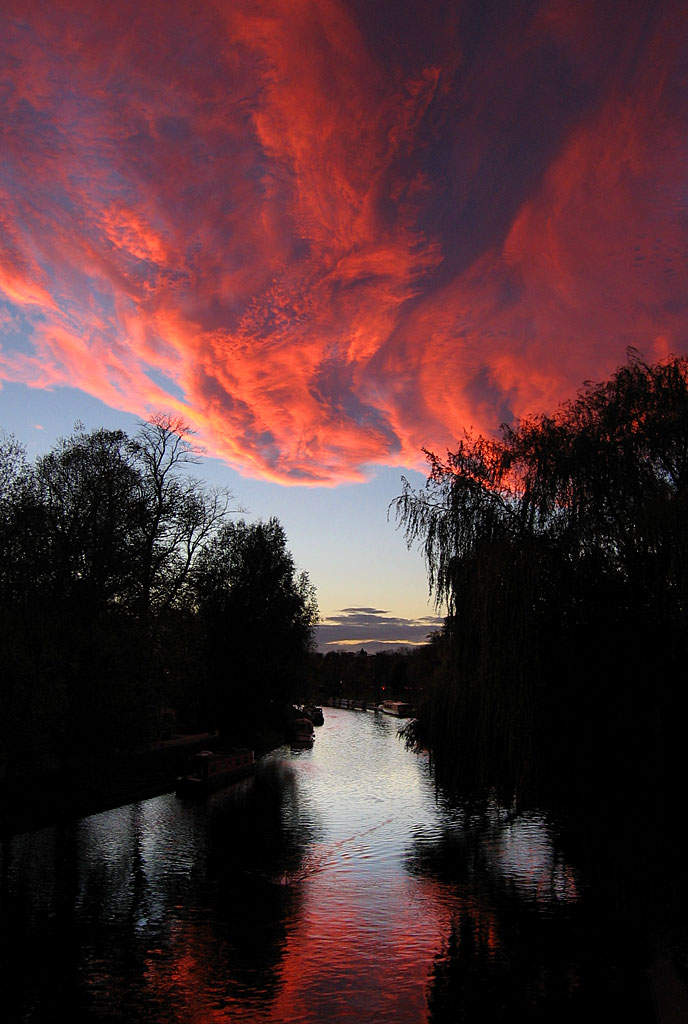
، غروب الشمس في نهر كام